# Cœur de Marie
Lamprocapnos spectabilis, Dicentra spectabilis
Pour les articles homonymes, voir Marie et Cœur saignant (homonymie).
Ne doit pas être confondu avec Clérodendron grimpant ou Cœur immaculé de Marie.
Espèce
Synonymes
- Fumaria spectabilis L. 1753
- Dicentra spectabilis (L.) Lem. 1847

Classification APG III (2009)
Le Cœur de Marie ou encore Cœur-de-Jeannette ou Cœur-Saignant (Lamprocapnos spectabilis, anciennement Dicentra spectabilis) est une espèce de plantes à fleurs de la famille des Papavéracées. C'est une plante herbacée d'origine asiatique.
Cette plante vivace est cultivée pour ses fleurs roses et blanches très décoratives.
Anciennement de la famille des Fumariaceae.

## Caractéristiques
Il s'agit d'une plante d'ornement ne dépassant pas 70 centimètres de hauteur, vivace à bulbes, au feuillage caduc, cultivée en massifs, en bordures ou en jardinières surtout pour ses très belles fleurs printanières en forme de cœur, rouges, roses ou blanches.

## Description

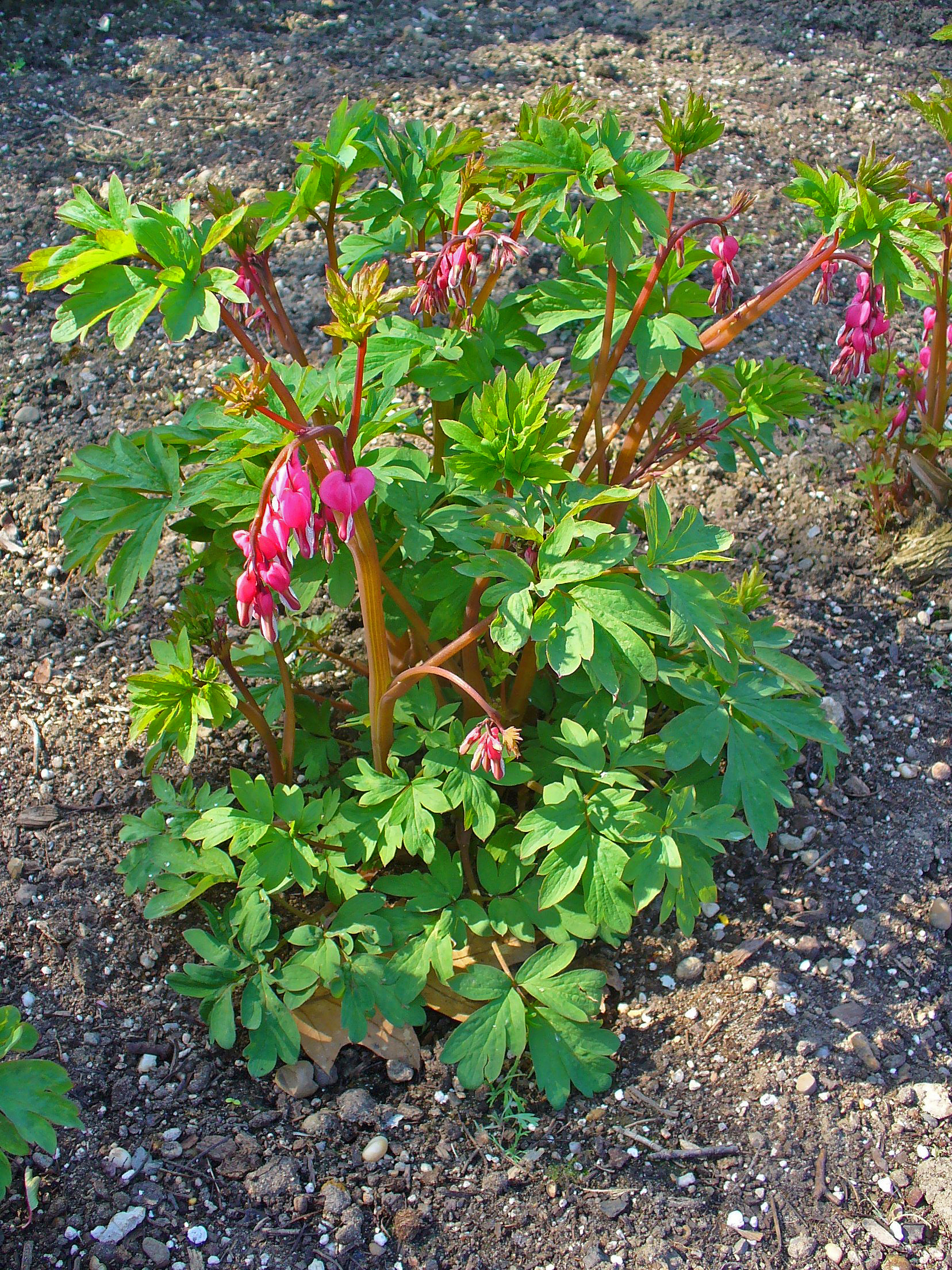
Cœur de Marie.

Le cœur saignant asiatique atteint 120 cm (47 pouces) de haut sur 45 cm (18 pouces) de large. C'est une plante herbacée vivace rhizomateuse portant des feuilles composées trilobées sur des tiges charnues vertes à roses. Les tiges arquées portent au printemps et au début de l'été des racèmes contenant jusqu'à 20 fleurs pendantes. Les pétales extérieurs sont rose fuchsia brillant, tandis que les pétales intérieurs sont blancs. Les fleurs ressemblent de manière frappante à la forme de cœur conventionnelle, avec une goutte en dessous - d'où le nom commun. La plante se comporte parfois comme une éphémère printanière, passant en dormance en été[réf. nécessaire]. 

## Toxicité
Les différentes espèces contiennent des alcaloïdes de type isoquinoléine toxiques pour le bétail. Le Cœur-saignant peut provoquer par contact une irritation de la peau (dermatite).

## Culture
La multiplication de la plante se fait par semis des graines avant qu'elles ne se dessèchent ou par division de préférence en fin d'automne ou tôt au printemps.
Les pucerons, limaces et escargots se nourrissent parfois des feuilles de cette espèce.
D'origine asiatique, il en existe une vingtaine de variétés que l'on peut acheter chez les pépiniéristes spécialisés. Plusieurs cultivars ont été sélectionnés :
- « Alba », à fleurs blanches,
- « Goldheart », un cultivar relativement nouveau mis au point au Jardin Hadspen en Angleterre et lancé en 1997 avec des fleurs fuchsia qui tombent de la tige dans une rangée, et le feuillage jaune qui devient vert lime à la mi-été.

## Galerie

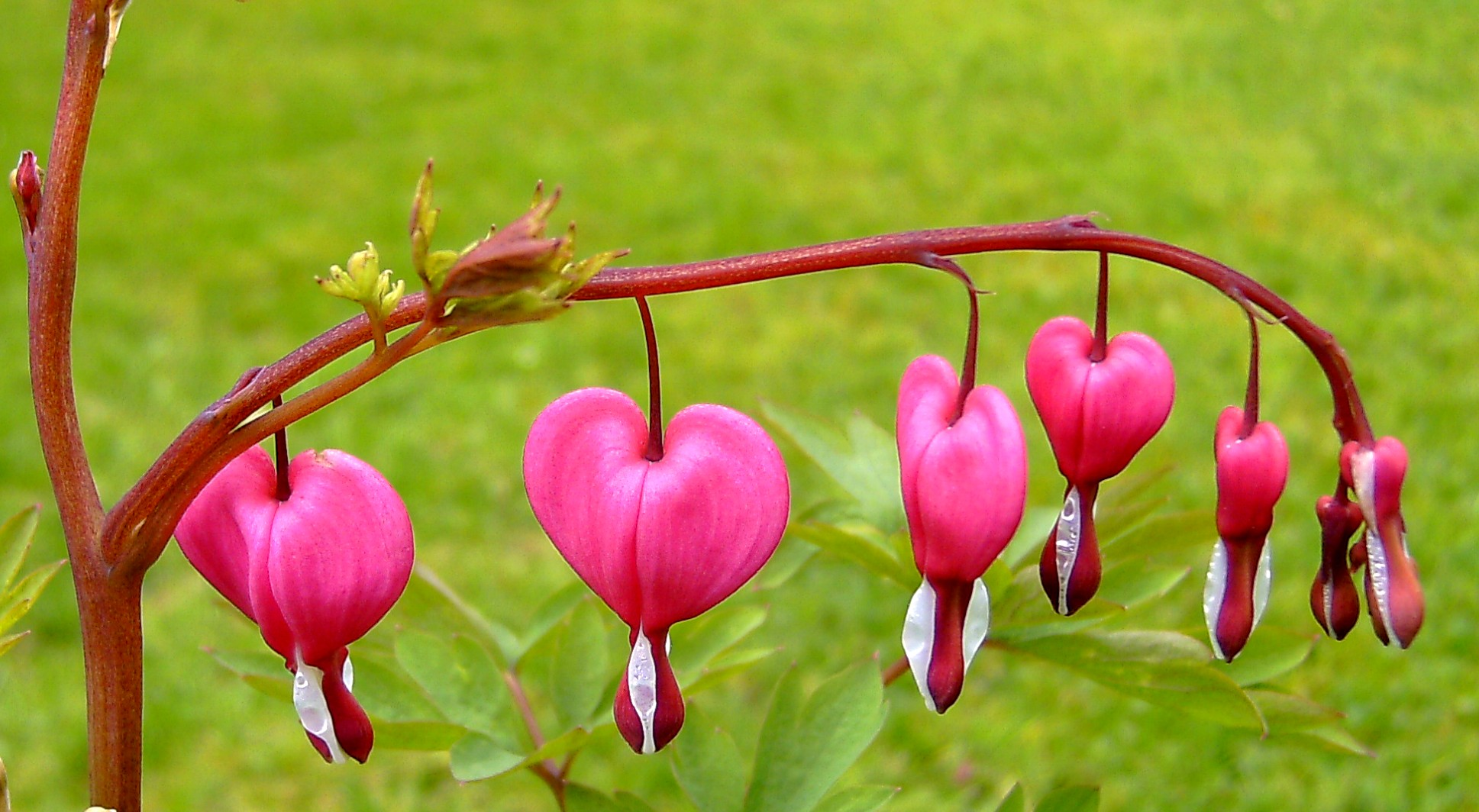
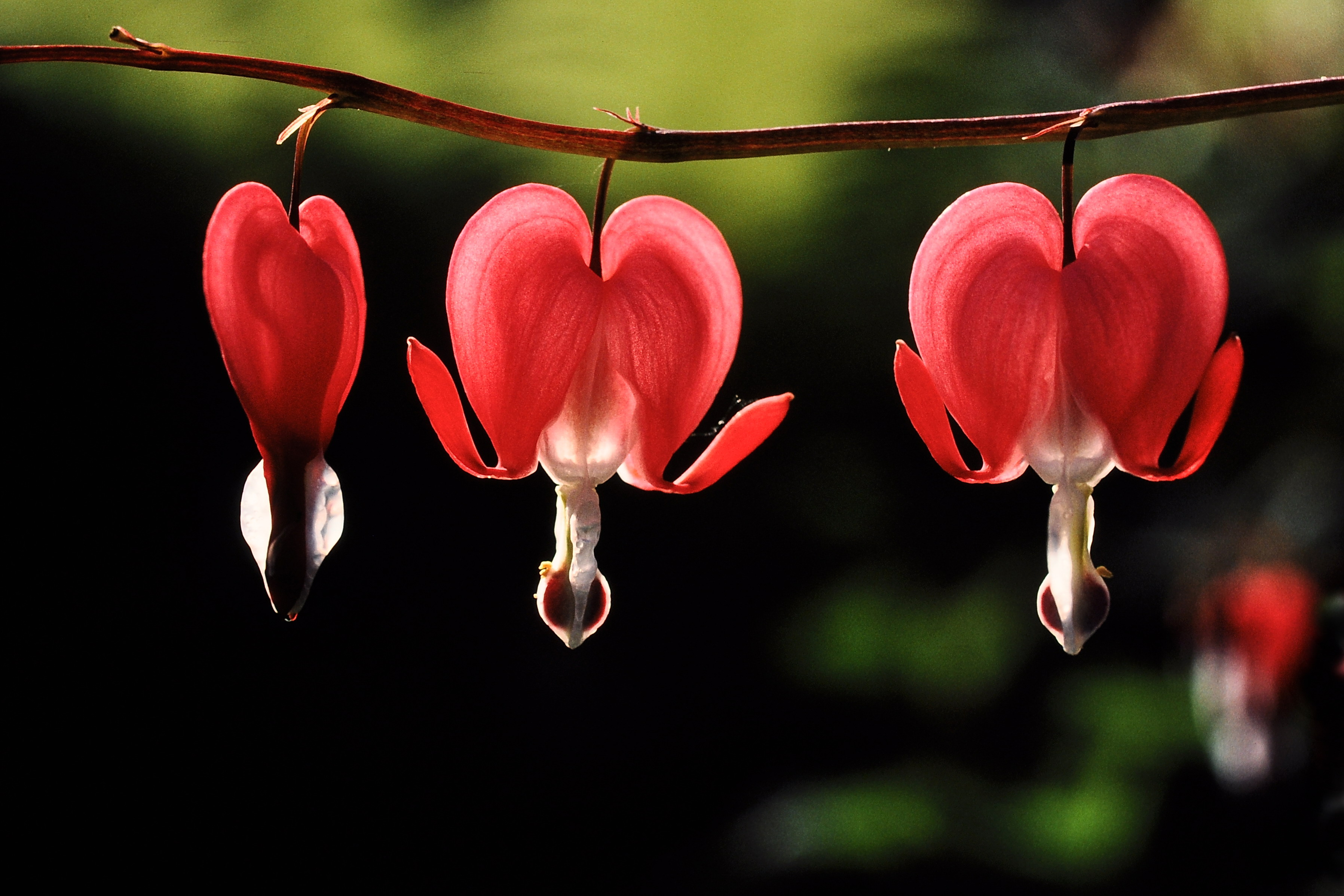
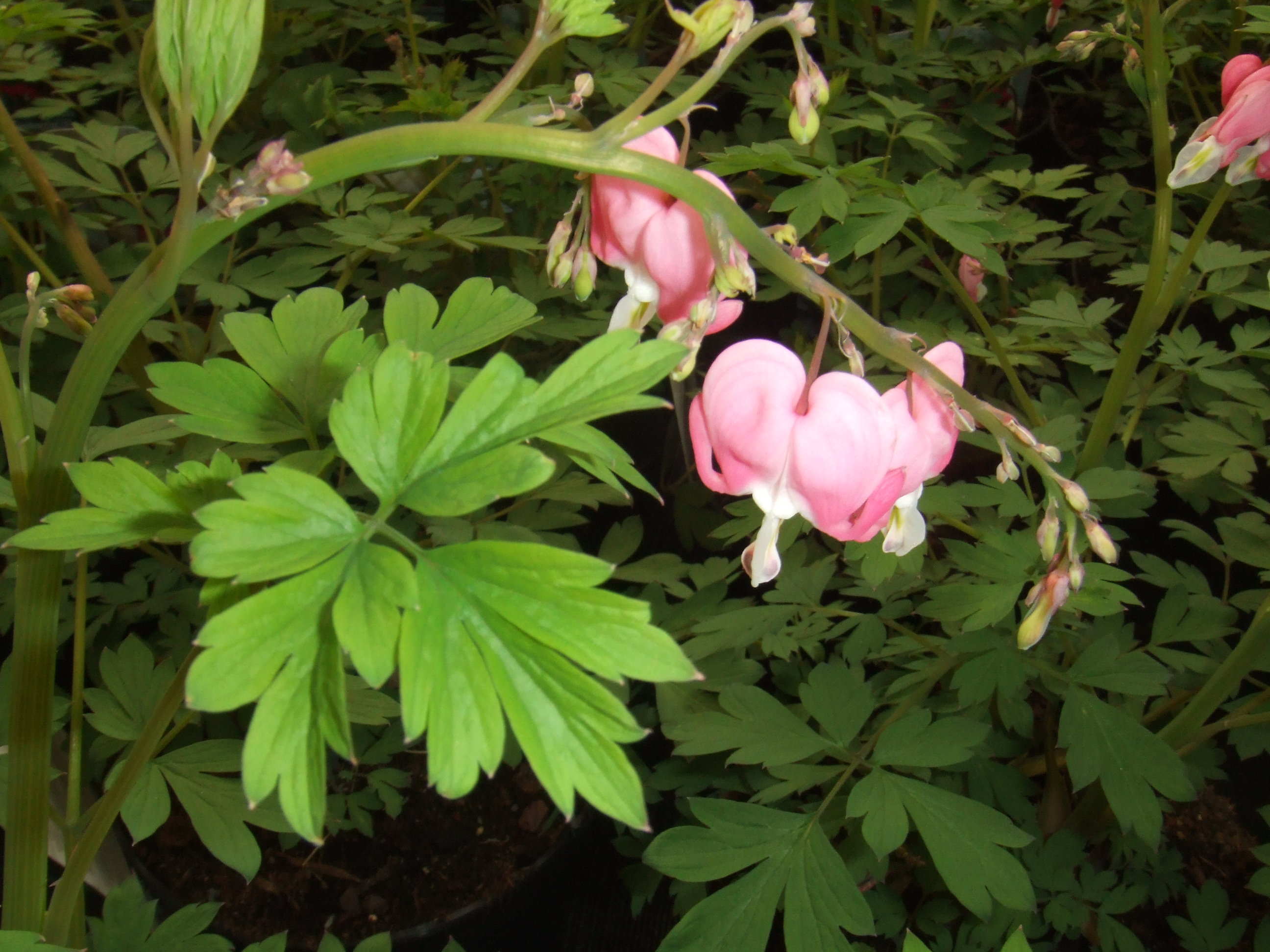
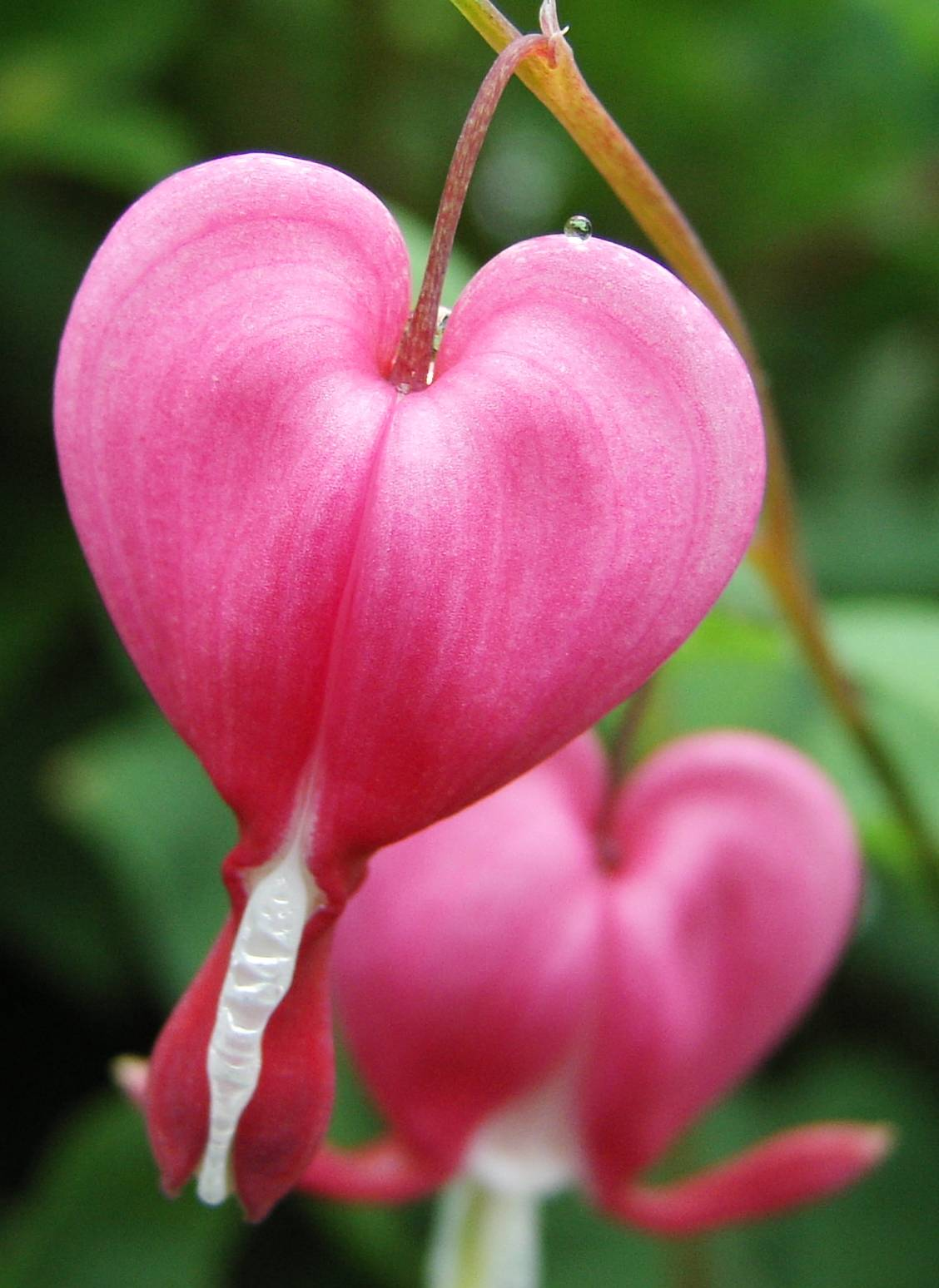
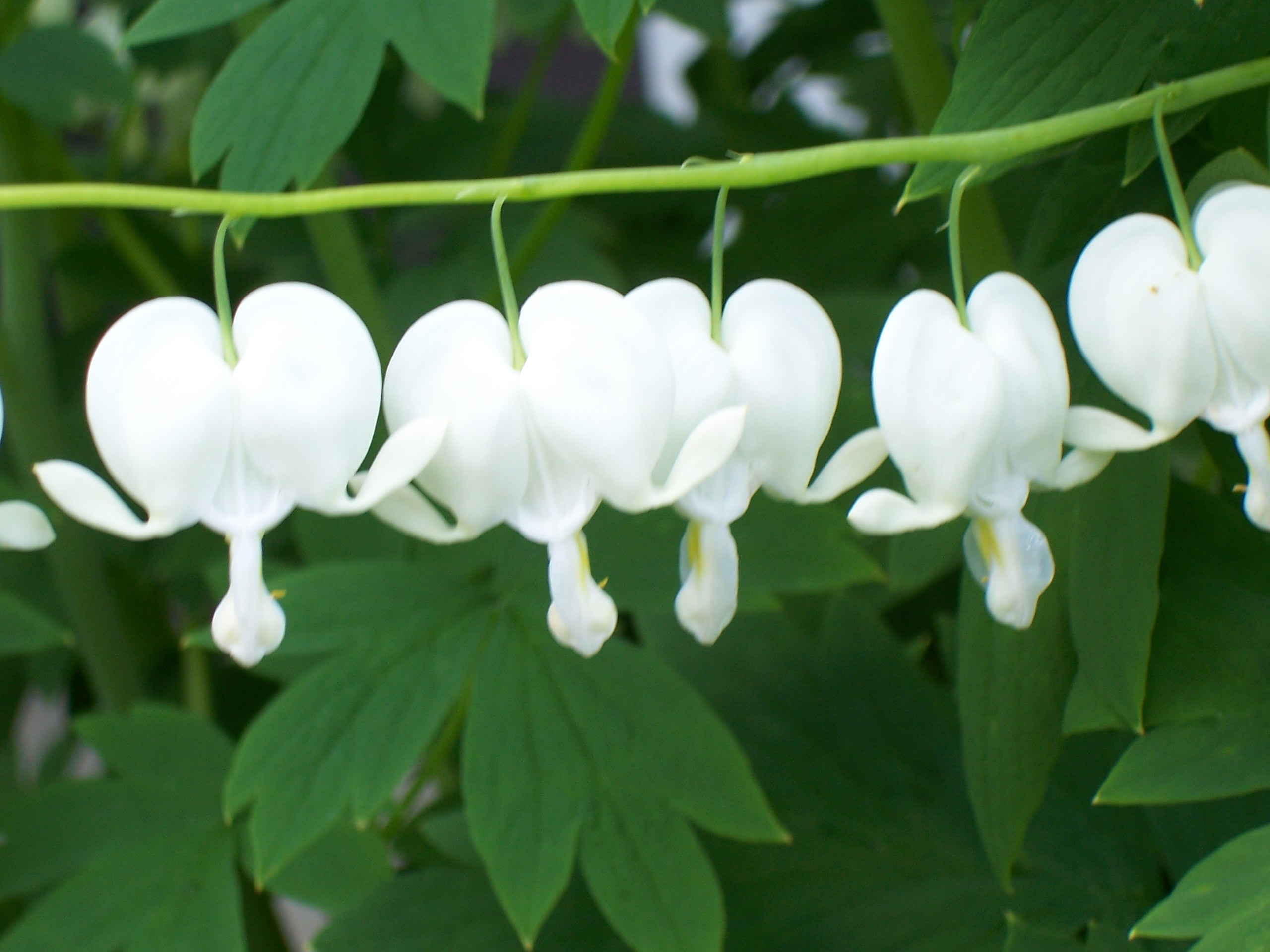
Cultivar 'Alba'.
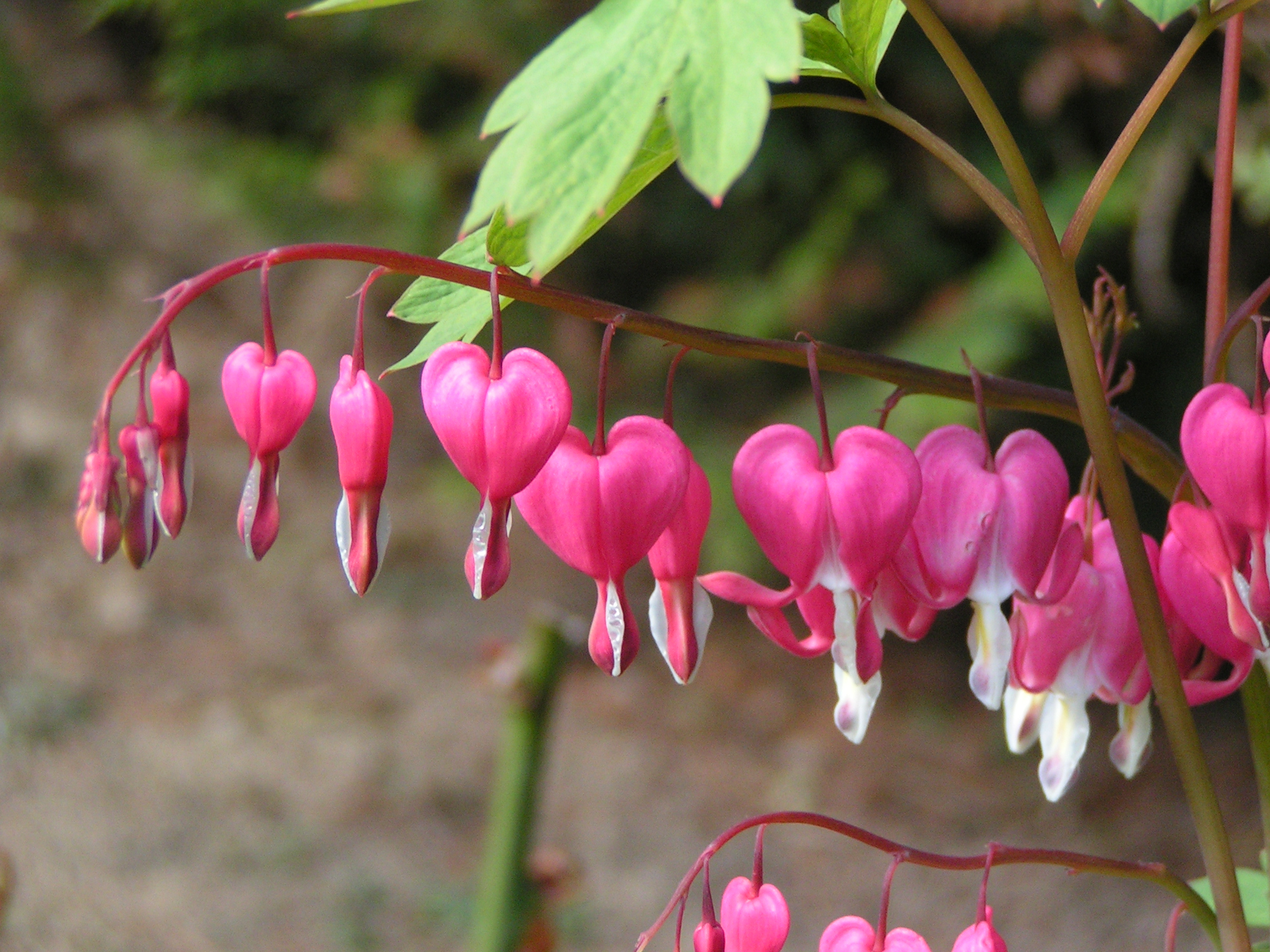
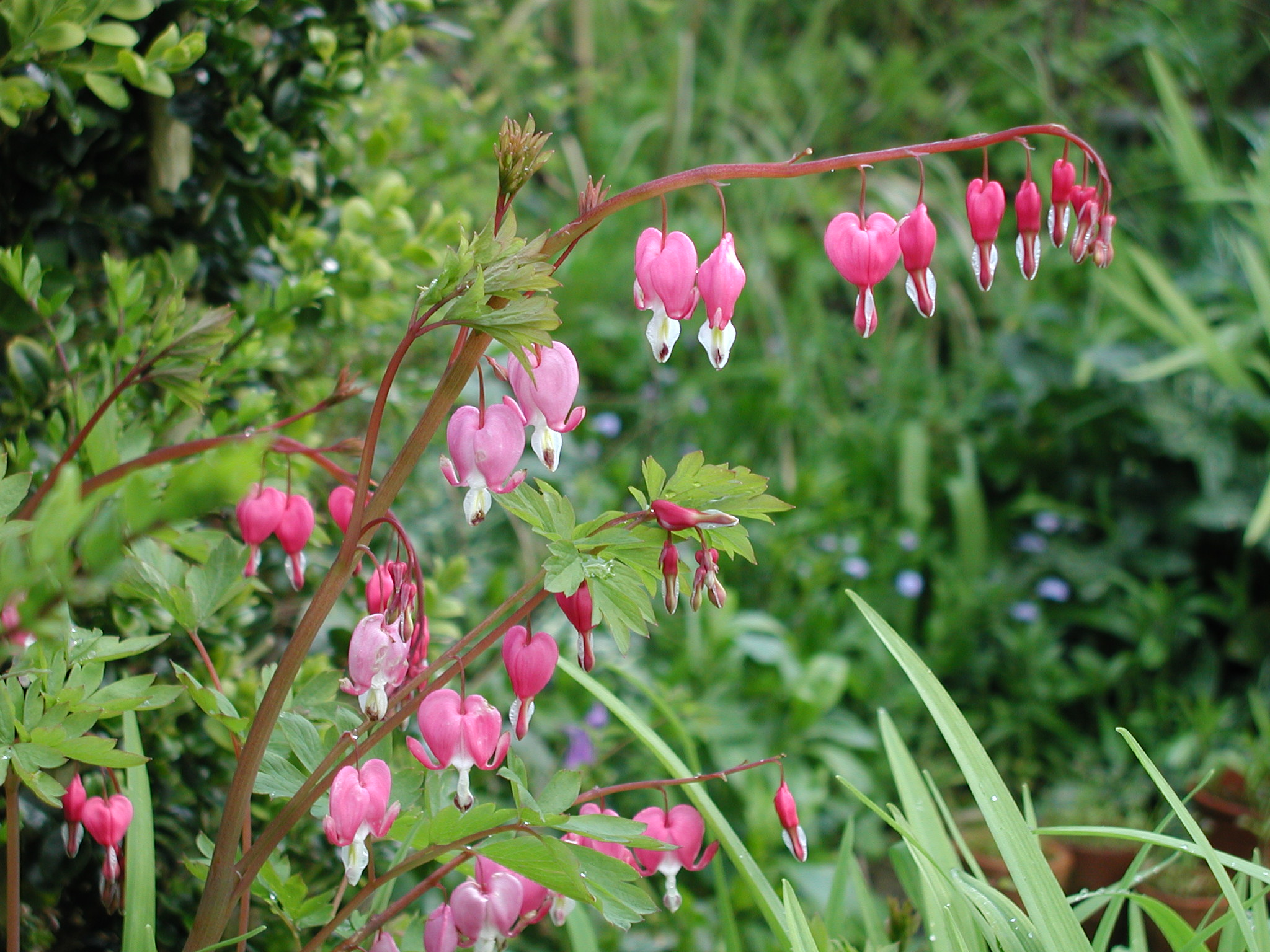
Fleurs de Cœur de Marie.